# 甑山站 (慶尚南道)
甑山站（：／ Jeungsan yeok */?）是釜山地鐵2號線沿線的一座高架車站，位於韓國慶尚南道梁山市勿禁邑。

## 車站結構
站體為2面2線側式月台的高架車站，候車月台設有月台幕門，僅有1處出口。

### 月台配置
| 湖浦 ↑             |
| \| 上              |
| ↓ 釜山大學梁山分校 |

| 月台 | 路線               | 目的地                       |
| ---- | ------------------ | ---------------------------- |
| 上行 | ●釜山都市铁道2号线 | 德川、西面、海雲臺、萇山方向 |
| 下行 | ●釜山都市铁道2号线 | 南梁山、梁山方向             |

## 歷史
- 2008年1月10日：動工。
- 2015年9月24日：落成啟用。

## 車站周邊
- 梁山勿禁新城
- La Fiesta購物中心
  - La Fiesta Megabox

## 圖片

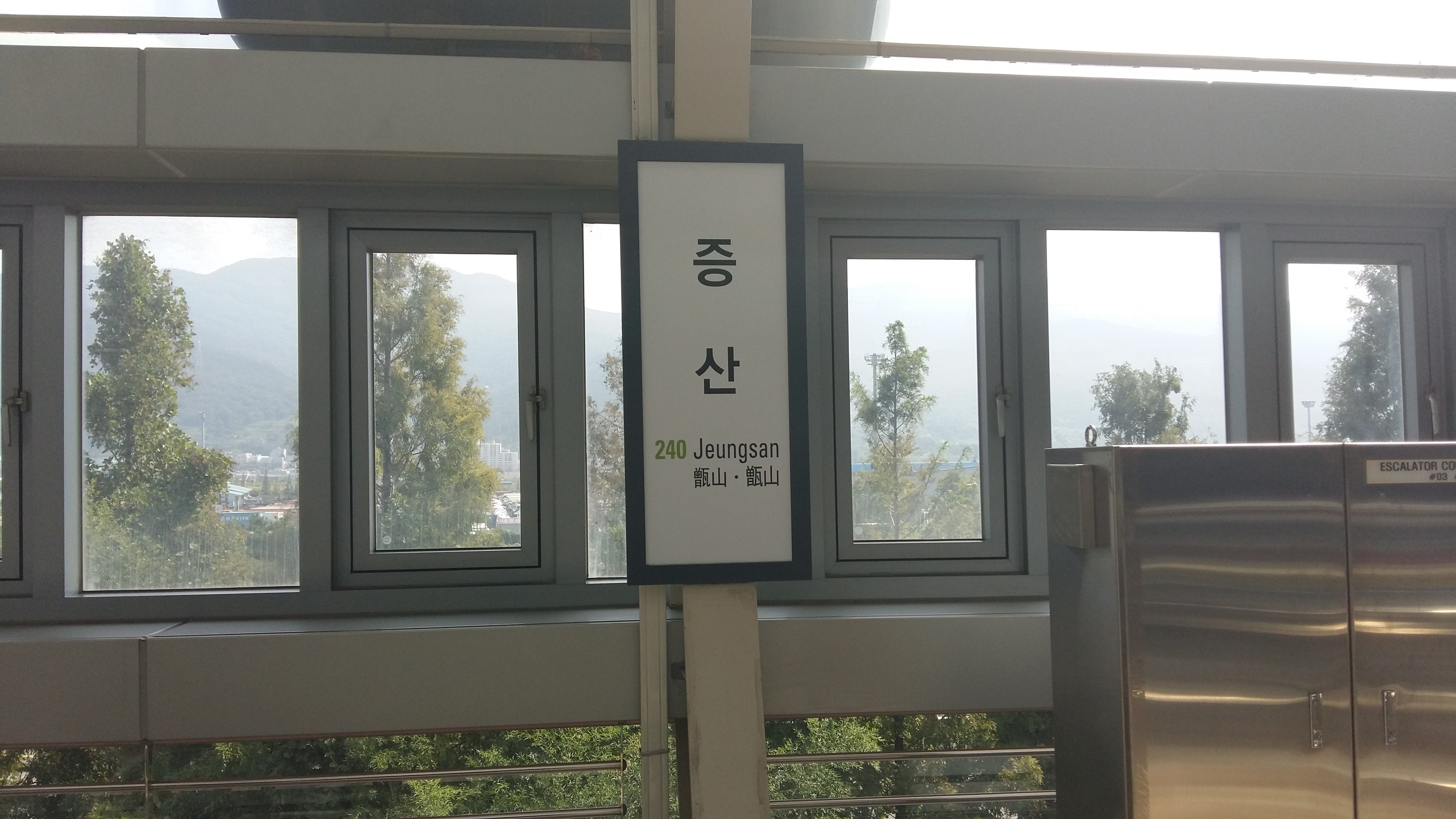
站牌
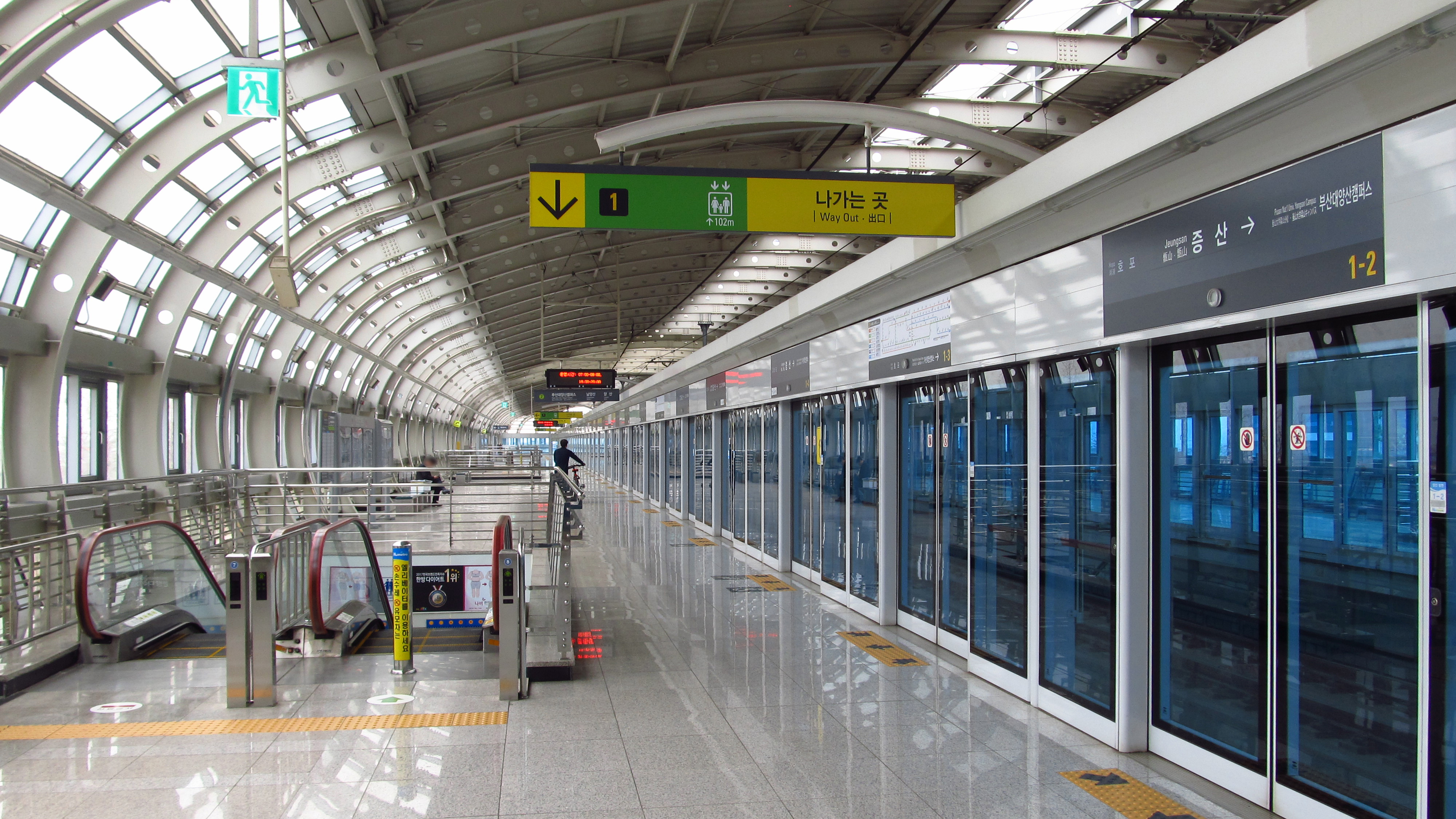
候車月台
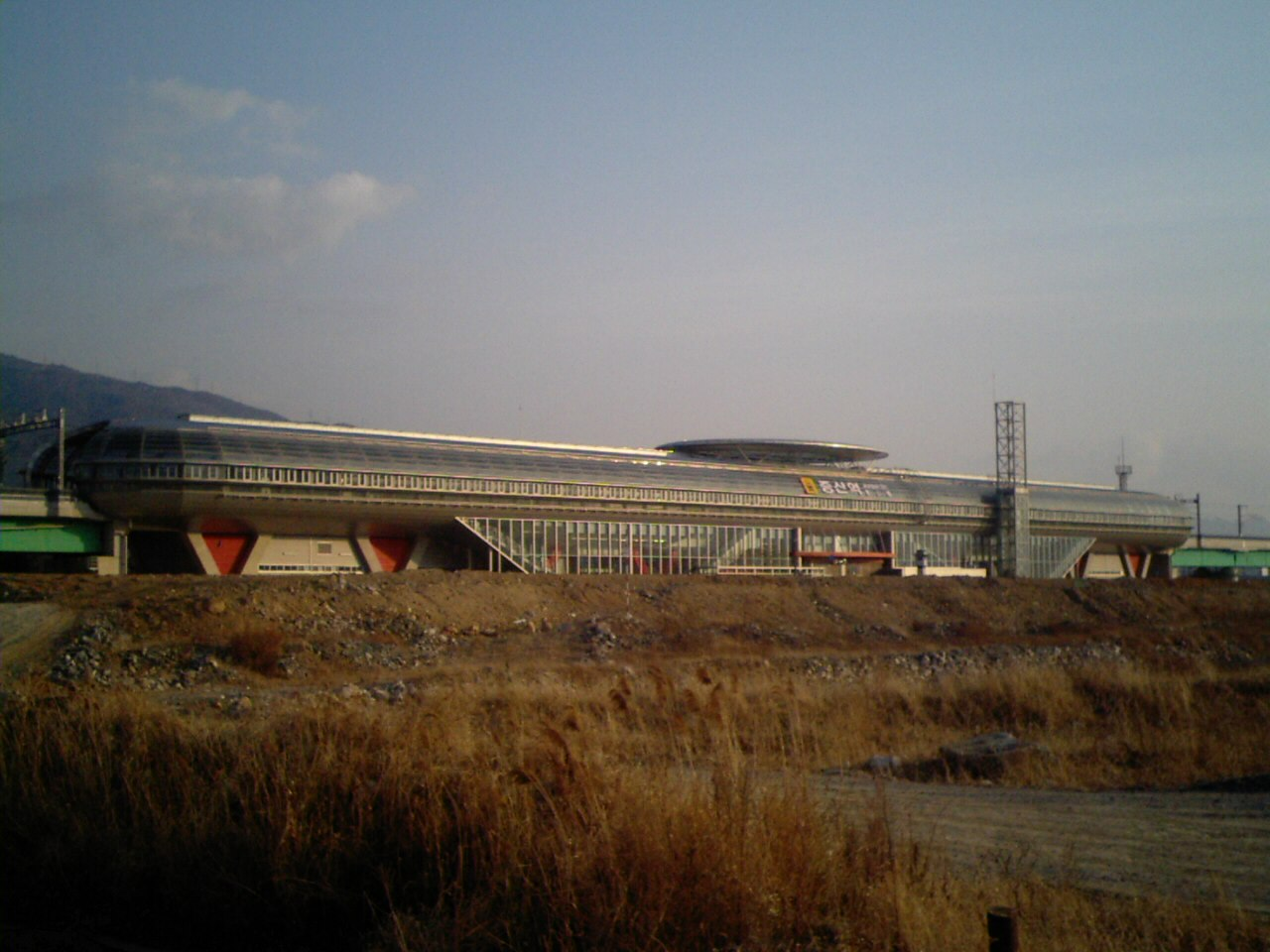
車站建築

## 相鄰車站
釜山交通公社
●釜山都市铁道2号线
湖浦（239）－甑山（240）－釜山大學梁山分校（241）